# HMS K17
L'HMS K17 è stato un sommergibile di squadra della Classe K della Royal Navy, operante nel corso della prima guerra mondiale.

## Storia
Diciassettesima unità della classe K, fu impostata nel cantiere navale Vickers a Barrow-in-Furness nel febbraio 1916, venne varata il 10 aprile 1917, ed entrò in servizio il 9 luglio di quello stesso anno. Primo, e unico, comandante fu il capitano di corvetta Henry John Hearn (5 giugno 1885–31 gennaio 1918).

## Descrizione tecnica
Il K17 apparteneva a una classe di 18 grandi sommergibili che dovevano operare insieme alle unità di superficie della Grand Fleet. il dislocamento era pari a 1.883 tonnellate in superficie, e 2.565 in immersione. L'apparato propulsore era formato da due caldaie Yarrow che azionavano due turbine a vapore Brown-Curtiss o Parsons eroganti 10 500 shp (7,8 MW) ciascuna. Vi erano inoltre 4 motori elettrici, ognuno da 1.440 hp (1.070 kW), e un generatore diesel Vickers da 800 hp (600 kW) per caricare le batterie in superficie.  L'impianto propulsivo azionava due eliche tripala da 2,29 m (7 ft 6 in) di diametro. Con una lunghezza di 104 m il sommergibile raggiungeva una velocità massima in superficie di 24 nodi, che scendevano a 8 in immersione. L'autonomia in superficie era di 800 nmi (1 500 km) a 24 nodi (44 km/h), o 12.500 nmi  (23.200 km) a 10 nodi (19 km/h), mentre in immersione era pari a 8 miglia (15 km a 8 nodi (15 km/h), o a 40 miglia a 4 nodi (7,4 km/h).
L'equipaggio era formato da 6 ufficiali e 53 sottufficiali e comuni. L'armamento si basava su 4 tubi lanciasiluri da 460 mm a prua, 4 dello stesso calibro a poppa, con una dotazione massima di 16 armi, e 2 cannoni Mk.XI da 102 mm, e 1 da 76 mm.

## Impiego operativo

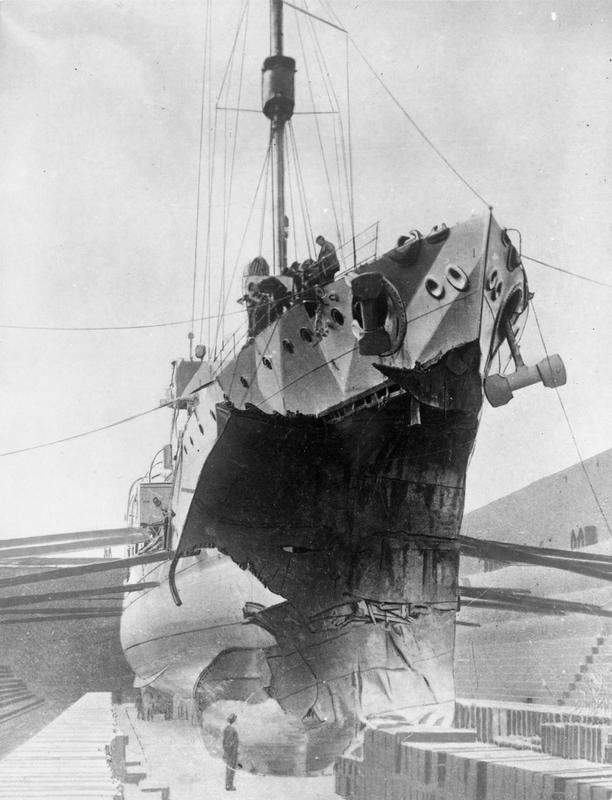
La prua devastata dall'urto con il K17 dell'incrociatore leggero Fearless, fotografata nel bacino di carenaggio.

Entrato in servizio il 9 luglio 1917 il K17, fu assegnato alla 13ª Flottiglia sommergibili operante in seno alla Grand Fleet. 
In forza alla 13ª Flottiglia sommergibili, avente come conduttore il cacciatorpediniere Ithuriel, nel dicembre 1917 il K17 fu trasferito con le rimanenti unità della flottiglia, K11, K12 e K14 e K22, da Scapa Flow a Rosyth, per partecipare a una grossa esercitazione organizzata dall'ammiraglio David Beatty, che prevedeva l'utilizzo di corazzate, incrociatori da battaglia, incrociatori corazzati, incrociatori leggeri, cacciatorpediniere e sommergibili. L'esercitazione, nota con il codice di E.C.1, doveva svolgersi tra la notte del 1 febbraio, e prevedeva la partecipazione di oltre 40 unità di vario tipo. 
Le unità della 13ª Flottiglia (comandante il commander Ernest Leir) salparono alle 18:30 con alla testa l'incrociatore da battaglia Courageous, seguite via via dalla 2ª Squadra incrociatori da battaglia, dalla 12ª Flottiglia sommergibili, e dagli incrociatori leggeri.
Durante il corso dell'esercitazione alle 20:32 il K17 entrò in collisione con l'incrociatore leggero Fearless, conduttore della 12ª Flottiglia, che procedeva alla velocità di 21 nodi. L'urto avvenne a proravia della falsatorre e fu devastante per il sommergibile. Nonostante fosse stato ordinato di mettere in sicurezza l'unità poco prima dell'urto, chiudendo le porte stagne, la grande falla a centro prua compromise l'assetto del battello, e il comandante Hearn diede l'ordine di abbandonare la nave. I membri dell'equipaggio salirono in coperta indossando il giubbotto salvagente, ma all'improvviso dal fumaiolo poppiero uscì un'alta colonna d'acqua, seguita da un'esplosione, e il K17 si inabissò di prua, lanciando in mare i naufraghi. In seguito il mare restituì molti dei cadaveri dei membri dell'equipaggio del K17, ma nessuno del gemello K4, affondato anch'egli quella notte per collisione con il K6. 
Le perdite tra i membri dell'equipaggio del K17 furono di 5 ufficiali, tra cui il comandante Hearn, e 42 tra sottufficiali e comuni, mentre 1 ufficiali e 8 membri dell'equipaggio vennero tratti in salvo.
Il relitto è designato come luogo protetto ai sensi del Protection of Military Remains Act 1986.

### Fonti
1. 1 2  Colledge, Warlow 2006, p. 182.
2. ↑  Nash 2009, p. 44.
3. ↑  Nash 2009, pp. 132-133.
4. 1 2 3  Celi 1997, p. 10.
5. ↑  (EN) Edward C. Whitman, K for Katastrophe, in Undersea Warfare, n. 49, US Navy, Winter 2013. URL consultato il 20 agosto 2015 (archiviato dall'url originale il 24 settembre 2015).
6. 1 2  Bruce, Cogar 2014, p. 356.
7. ↑  Nash 2009, p. 128.
8. 1 2  Holland 2012, p. 145.
9. 1 2 3  Celi 1997, p. 11.
10. 1 2 3 4 5  Celi 1997, p. 15.
11. ↑  Celi 1997, p. 17.
12. ↑  Nash 2009, p. 139.
13. ↑  
(EN) The Protection of Military Remains Act 1986 (Designation of Vessels and Controlled Sites) Order 2008 No. 950, in Archivi nazionali. URL consultato l'11 luglio 2010.